# Paul Hirsch (Bibliophiler)
Paul Adolf Hirsch (* 24. Februar 1881 in Frankfurt am Main; † 25. November 1951 in Cambridge) war Industrieller und um das Jahr 1930 Besitzer der größten privaten Musikbibliothek Europas.

## Leben
Paul Hirsch wurde als viertes von fünf Kindern von Anna Pauline, geb. Mayer und Ferdinand Hirsch (1834–1916) in eine wohlhabende jüdische Kaufmannsfamilie geboren; der Vater betrieb in Frankfurt eine Eisengroßhandlung. Paul Hirsch hatte zwei Brüder, Robert von Hirsch und Carl Siegmund Hirsch.
Paul Hirsch wurde Industrieller und Direktor der 1867 gegründeten väterlichen Röhren- und Roheisenfirma Hirsch und Compagnie.
Er heiratete 1911 Olga Ladenburg und lebte zunächst in der Beethovenstraße, später in der Neuen Mainzer Straße 57. Sie hatten vier Kinder.
Hirsch war ein ausgesprochener Liebhaber von Musik (er spielte sehr gut Violine) und musikalischen Schriften. Er war Mitglied der Weimarer Gesellschaft der Bibliophilen. Die Gründung der Frankfurter Bibliophilen-Gesellschaft im Jahr 1922, deren Vorsitzender er war, geht auf seine Initiative zurück.
Privat sammelte er seit 1896 historische Musikwerke, die er zu einer Musikbibliothek zusammentrug. In den Jahren 1928 und 1929 ersteigerte er die Musikbibliothek von Werner Wolffheim mit etwa 15.000 Werken. Dadurch wurde er Besitzer der größten und gepflegtesten privaten Musikbibliothek in Europa mit etwa 20.000 Bänden, die in einem Seitentrakt seines Hauses in der Neuen Mainzer Straße untergebracht war.
Im Jahr 1930 wurde er Vizepräsident der Frankfurter Industrie- und Handelskammer. Hirsch war Mitglied der Deutschen Volkspartei.
Mit der nationalsozialistischen Machtergreifung von 1933 wurde die Situation für Hirsch aufgrund seiner jüdischen Herkunft schwierig. Die Bibliophilen Gesellschaften sollten der Reichsschrifttumskammer untergeordnet werden, Juden konnten keine Vorstandspositionen mehr besetzen; im Jahr 1934 trat Hirsch vom Vorsitz der Gesellschaft zurück und wurde Mitbegründer des Kulturbundes Deutscher Juden in Frankfurt.
Im Jahr 1936 emigrierte Paul Hirsch schließlich, von den Nationalsozialisten vertrieben, nach Cambridge. Trotz Bestrebungen des Frankfurter Bürgermeisters Friedrich Krebs, die Sammlung widerrechtlich zurückzuhalten und möglichst zu beschlagnahmen, konnte Hirsch seine Bibliothek nahezu vollständig nach Cambridge überführen. Bis zuletzt war sein Haus ein Zentrum des musikalischen Lebens in Frankfurt gewesen. Seine Bibliothek verfügte über einen eigenen Konzertsaal, in dem bedeutende musikalische Aufführungen stattfanden, beispielsweise zum Strawinsky-Fest 1925 oder zum Weltmusiktag 1927 der Internationalen Gesellschaft für Neue Musik.
Nach seiner Emigration stellte Hirsch seine Sammlung der Cambridge University Library zur Verfügung, bis er sie 1946 an das British Museum verkaufte. Im Jahr 1973 ging der Bestand schließlich an die British Library über.
Auf Basis seiner Sammlung verfasste er zahlreiche wissenschaftliche Publikationen. So erschien im Jahr 1906 der Katalog einer Mozart-Bibliothek, er präsentierte Teile seiner Sammlung auf Fachausstellungen, und ab 1928 veröffentlichte er den Katalog der Musikbibliothek Paul Hirsch.

## Veröffentlichungen (Auswahl)
- Ein unbekanntes Lied von W. A. Mozart. In: Die Musik, Bd. 5 (1906), S. 164f.
- Die Lage des deutschen Eisenmarktes. In: Mitteilungen der Vereinigten Handelskammern Frankfurt a. M.-Hanau, 1921.
- Musik-Bibliophilie. Aus den Erfahrungen einens Musik-Sammlers. In: Von Büchern und Menschen. Festschrift für Fedor von Zobeltitz zum 5. Oktober 1927. Gesellschaft der Bibliophilen, Weimar 1927, S. 247–254.
- Bibliographie der Musiktheoretischen Drucke des Fanchino Gafori. In: Festschrift für Johann Wolf zu seinem 60. Geburtstag. Breslauer, Berlin 1929, S. 65–72.
- Die Lages des Großhandels im Jahre 1930, unter besonderer Berücksichtigung des Frankfurter Bezirks. In: Jahresbericht der Industrie- und Handelskammer Frankfurt a. M. 1930.
- Die Frankfurter Bibliophilen-Gesellschaft. In: Zeitschrift für Bücherfreunde, Bd. 36 (1932), S. 2–4.
- Beiträge zur Musik-Bibliophilie. In: Festschrift Carl Ernst Poeschel zum 60. Geburtstag am 2. September 1934. Poeschel & Trepte, Leipzig 1934, S. 58–66.
- A Discrepancy in Beethoven (concerning the C minor Symhphony). In: Music & Letters, Bd. 19 (1938), S. 265–267.
- Some Early Mozart Editions. In: The Musik Review, Bd. 1 (1940), S. 54–67.
- More Early Mozart Editions. In: The Musik Review, Bd. 3 (1942), S. 38–45.
- Mozart's Great Mass in C Minor (K. 427). In: The Cambridge Review, Bd. 63 (1942), Nr. 1552, S. 344.
- A Mozart problem (concerning Piano Fantasy K. 397). In: Music & Letters, Bd. 25 (1944), S. 209–212.
- The Salzburg Mozart Festival, 1906. Reminiscences of an amateur. In: The Music-Review, Bd. 7 (1946), S. 149–153.
- Dr. Arnold's Handel-Edition (1787–1797). In: The Music Review, Bd. 8 (1947), S. 106–116.
- zusammen mit Kathi Meyer-Baer (Hg.): Katalog der Musikbibliothek Paul Hirsch, Frankfurt a. M.:
  - Bd. 1: Theoretische Drucke bis 1800. Breslauer, Berlin 1928 [Neudruck 1993].
  - Bd. 2: Opern-Partituren. Breslauer, Berlin 1930 [Neudruck 1993].
  - Bd. 3: Instrumental- und Vokalmusik bis etwa 1830. Frankfurt a. M. 1936 [Neudruck 1993].
  - Bd. 4: Erstausgaben, Chorwerke in Partitur, Gesamtausgaben, Nachschlagewerke etc. Ergänzungen zu Bd. 1–3. Cambridge University Press, Cambridge 1947.